# Vlag van Hilversum

Vlag van Hilversum

De vlag van Hilversum werd op 4 maart 1958 per raadsbesluit door de Noord-Hollandse gemeente Hilversum aangenomen als de gemeentelijke vlag. De vlag is afgeleid van het gemeentewapen. De beschrijving van de vlag zou als volgt kunnen luiden:
De vlag is blauw en heeft een hoogte die zich verhoudt tot de lengte als 2:3 en is beladen met vier gele boekweitkorrels met een hoogte van 1/4 van de hoogte van de vlag, geplaatst in de kwadranten en met de punten naar het midden van de vlag gericht. 

## Verwante symbolen

Het wapen van Hilversum

Aalsmeer · Alkmaar · Amstelveen · Amsterdam · Bergen · Beverwijk · Blaricum · Bloemendaal · Castricum · Den Helder · Diemen · Dijk en Waard · Drechterland · Edam-Volendam · Enkhuizen · Gooise Meren · Haarlem · Haarlemmermeer · Heemskerk · Heemstede · Heiloo · Hilversum · Hollands Kroon · Hoorn · Huizen · Koggenland · Landsmeer · Laren · Medemblik · Oostzaan · Opmeer · Ouder-Amstel · Purmerend · Schagen · Stede Broec · Texel · Uitgeest · Uithoorn · Velsen · Waterland · Wijdemeren · Wormerland · Zaanstad · Zandvoort